# Anthophora fedchenkoi
Anthophora fedchenkoi är en biart som beskrevs av Radoszkowski 1872. Anthophora fedchenkoi ingår i släktet pälsbin, och familjen långtungebin. Inga underarter finns listade i Catalogue of Life.